# سرة صخرية
سرة صخرية أو سرة الأرض أو أشران سري أو ودنة (الاسم العلمي: Umbilicus rupestris) هي نوع من النباتات يتبع جنس السرة من الفصيلة الكرسولية.

## الموئل والانتشار
موطن هذا النوع بلاد الشام وسيناء والمغرب العربي ومعظم مناطق حوض البحر الأبيض المتوسط وبعض مناطق أوروبا.

## الوصف النباتي
ارتفاعه ما بين 15 سم و50 سم. نبات معمر، كثيف الورق. الشمراخ مغطى بالزهر دون أوراق تقريبا. الأوراق عند القاعدة اللحمية بها سويقات طويلة، وهي ترسية الشكل، مستديرة وغائرة، وسطها على شكل بركان. الأزهار بيضاء سكرية أو حمراوية.